# Formicium giganteum
Formicium giganteum  é a maior espécie de formiga conhecida pelo registo fóssil. É uma espécie extinta que viveu durante o Eoceno de há 49 a 44 milhões de anos atrás do que é hoje a Alemanha.

## Descrição
Cresciam até aos 3 cm e as suas rainhas teriam cerca de 5 cm. Tinha uma envergadura de asas de cerca de 13 centímetros, maiores que muitas aves. Presume-se que F. giganteum predava outros insetos, mas quando caçando em grandes grupos pela floresta ingeriam todos os animais que conseguissem, até pequenos mamíferos e aves.

## Achados Fósseis
Foram encontrados fósseis nos sedimentos de Messel e espécimes muito similares na região próxima de Eckfeld Maar.

## Ligações Externas
- BBC – Science & Nature – Wildfacts: Giant Ant (em inglês)